# László Ranódy
László Ranódy (Sombor, hoy Serbia, 14 de septiembre de 1919 - Budapest, 14 de octubre de 1983) fue un director de cine húngaro. 
Dirigió 18 películas entre 1950 y 1980. Su película Szakadék ganó el gran premio del Festival Internacional de Cine de Karlovy Vary de 1956. Su película Pacsirta fue seleccionada en el Festival Internacional de Cinema de Cannes y en la que el actor Antal Páger ganó el Premio a la interpretación masculina.

## Filmografía
- 1950: Lúdas Matyi, en colaboración con Kálman Nádasdy
- 1953: Föltámadott a tenger, en colaboración con K. Nádasdy
- 1955: Hintónjáró szerelem
- 1956: Szakadék según una obra de József Darvas
- 1958: A tettes ismeretlen
- 1959: Akiket a pacsirta elkísér
- 1960: Légy jó mindhalálig, según el cuento de Zsigmond Móricz
- 1964: Pacsirta, según el cuento de Dezsö Kosztolányi
- 1966: Aranysárkány según el cuento de D. Kosztolányi
- 1968: Bajai mozaik
- 1973: Hatholdas rózsakert
- 1976: Árvácska  según una obra de Zsigmond Móricz
- 1980: Színes tintákról álmorodom